# Luis Carrero Blanco

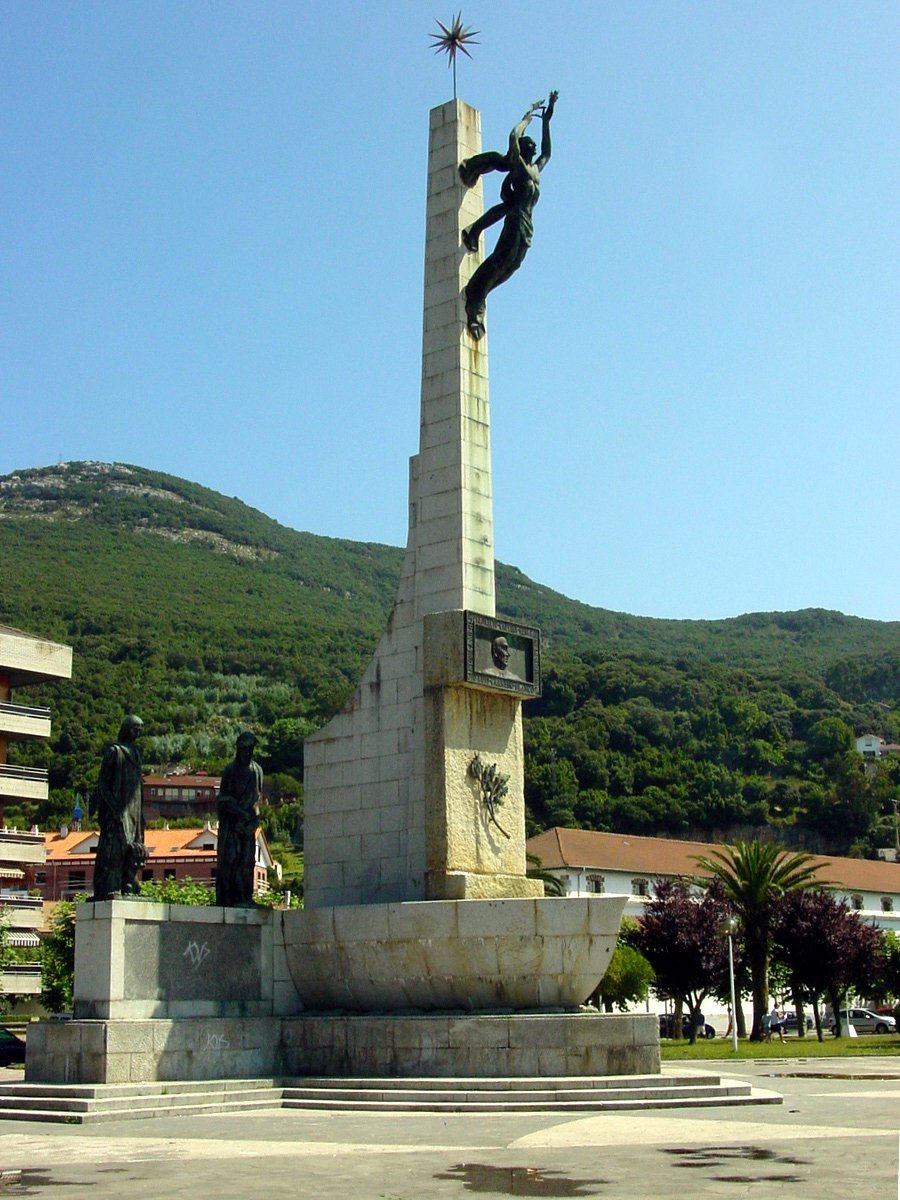
Pomnik Luisa Carrero Blanco w Santoña

Luis Carrero Blanco (ur. 4 marca 1904 w Santoña, zm. 20 grudnia 1973 w Madrycie) – hiszpański wojskowy i polityk.

## Życiorys

### Wykształcenie
W 1918 wstąpił do hiszpańskiej Akademii Marynarki Wojennej, którą ukończył. W latach 1924–1926 brał udział w kampanii wojennej w Maroku.
Po wybuchu wojny domowej w 1936 znalazł się na terenach pod kontrolą republikanów. Zanim przedostał się na tereny opanowane przez nacjonalistów w czerwcu 1937, ukrywał się najpierw w ambasadzie Meksyku, a później Francji.

### Kariera polityczna
Po zwycięstwie nacjonalistów, Carrero Blanco stał się jednym z najbliższych współpracowników generała Francisco Franco. Zaowocowało to mianowaniem na rządowe stanowisko w 1957. Rozpoczął się tym samym awans admirała po szczeblach kariery, zarówno wojskowej, jak i cywilnej. W 1963 został mianowany wiceadmirałem, a w 1966 admirałem. W latach 1967–1973 był zastępcą szefa Rady Państwa. Należał do Opus Dei.

### Premier Hiszpanii
Szczyt politycznej kariery nastąpił w czerwcu 1973, kiedy został mianowany premierem. Stał się tym samym pierwszym zastępcą Franco i był wskazywany przez komentatorów politycznych jako jego prawdopodobny następca.

### Zamach ETA
Sześć miesięcy później Carrero Blanco zginął w zamachu bombowym zorganizowanym przez ETA. Uważa się, że jego śmierć przyspieszyła przejście z rządów autorytarnych do demokracji.
Opis zamachu:

Kościół jezuitów znajduje się zaledwie 300 metrów od jego domu przy ulicy Serrano, ale admirał nigdy nie chodził tam piechotą. Jego limuzynę eskortował jeszcze jeden samochód z żołnierzami, który pojechał przodem. Konwój skręcił w uliczkę Claudio Coello, by jak co dzień wjechać na klasztorny dziedziniec obok kościoła. Ładunek zamontowany w studzience kanalizacyjnej zamachowcy odpalili precyzyjnie, pod dodge’em premiera. Siła wybuchu wyrzuciła dwutonowe auto na wysokość 25 metrów. Samochód przeleciał nad kamienicą, zawadził o dach i spadł na klasztorne patio.